# Col du Pendu
Der Col du Pendu (französisch, übersetzt Pass des Gehängten) ist ein niedriger Gebirgspass auf der Pétrel-Insel im Géologie-Archipel vor der Küste des ostantarktischen Adélielands. 
Französische Wissenschaftler benannten ihn 1977. Namensgeber ist ein Mannequin, dessen Abbild als Erkennungszeichen für ein Versorgungsschiff an einem Galgen aufgehängt wurde.